# Ashberg-diamant
De Ashberg-diamant is een gele, kussengeslepen diamant. De diamant is 102,48 karaat en bevat bruine onzuiverheden, wat een amberkleurige steen veroorzaakt. Een diamant van deze kleur in deze gewichtsklasse is uitzonderlijk.

## Geschiedenis
De diamant werd rond 1865 gedolven in Zuid-Afrika. Voor de val van het Russische Tsarenrijk, behoorde de diamant de tsarenfamilie toe. In 1934 werd de steen door de Sovjet-Unie doorverkocht aan Olof Ashberg. Ashberg was een Zweedse bankier. In 1917 had Ashberg geld dat Vladimir Lenin gekregen had van het Duitse Keizerrijk voor hem naar Rusland doorgesluisd. Daarnaast hielp Ashberg de Bolsjewieken met het verhandelen van de buit die zij van de tsarenfamilie hadden afgenomen. Ashbergs inbreng was voor de Russische Revolutie en daarmee de Eerste Wereldoorlogzodanig van belang, dat de Triple Entente hem op de zwarte lijst zette en zijn tegoeden op hun grondgebied bevroor. Waarschijnlijk werd de steen dan ook als dank aan hem aangeboden. Ashberg liet de naar hem vernoemde steen in een diamanten ketting vatten door de voormalige juweliers van het tsarenhuis.
In 1959 werd de diamant aangeboden via het Scandinavische veilinghuis Bukowskis. Het minimale bod werd niet bereikt. De steen werd later verkocht buiten het veilinghuis om, aan een onbekende koper. In 1981 werd gepoogd de Ashberg via Christie's te verkopen. Ook hier behaalde de steen niet het beoogde doel. De diamant is op dit moment waarschijnlijk nog steeds in bezit van Christie's.